# Tetraoninae
I Tetraoni (Tetraoninae) sono una sottofamiglia di uccelli della famiglia dei Fasianidi.
Secondo alcune versioni il nome tetraonidi deriva da tetra, che significa quattro, e rappresenta le zampe degli stessi formata da 4 artigli. Inoltre un'altra caratteristica fondamentale sono i tarsi piumati.
I tetraoni abitano le regioni temperate e subartiche dell'emisfero boreale. Costituiscono un'ottima preda e spesso vengono cacciati per le loro carni.
In alcune specie i maschi sono poligami e compiono elaborate parate di corteggiamento. La maggior parte delle specie sono stanziali e non migrano.
Questi uccelli si nutrono soprattutto di vegetali, ma possono nutrirsi anche di insetti, specialmente in età giovanile.

## Tassonomia
La sottofamiglia Tetraoninae comprende i seguenti generi e specie:
- Genere Bonasa
  - Bonasa umbellus (Linnaeus, 1766) - francolino di monte americano
- Genere Centrocercus
  - Centrocercus minimus Young, Braun, Oyler-McCance, Hupp & Quinn, 2000 - gallo della salvia di Gunnison
  - Centrocercus urophasianus (Bonaparte, 1827) - gallo della salvia comune
- Genere Dendragapus
  - Dendragapus fuliginosus (Ridgway, 1873) - pernice fuligginosa
  - Dendragapus obscurus (Say, 1822) - pernice blu
- Genere Falcipennis
  - Falcipennis canadensis (Linnaeus, 1758) - pernice delle peccete
  - Falcipennis falcipennis (Hartlaub, 1855) - pernice siberiana
- Genere Lagopus
  - Lagopus lagopus (Linnaeus, 1758) - pernice bianca nordica
  - Lagopus leucura (Richardson, 1831) - pernice codabianca
  - Lagopus muta (Montin, 1781) - pernice bianca
- Genere Lyrurus
  - Lyrurus mlokosiewiczi (Taczanowski, 1875) - fagiano di monte del Caucaso
  - Lyrurus tetrix (Linnaeus, 1758) - fagiano di monte eurasiatico
- Genere Tetrao
  - Tetrao urogallus Linnaeus, 1758 - gallo cedrone eurasiatico
  - Tetrao urogalloides Middendorf, 1853 - gallo cedrone becconero
- Genere Tetrastes
  - Tetrastes bonasia (Linnaeus, 1758) - francolino di monte
  - Tetrastes sewerzowi Przewalski, 1876 - francolino di monte della Cina
- Genere Tympanuchus
  - Tympanuchus cupido (Linnaeus, 1758) - gallo prataiolo maggiore
  - Tympanuchus pallidicinctus (Ridgway, 1873) - gallo prataiolo minore
  - Tympanuchus phasianellus (Linnaeus, 1758) - pernice codaguzza